# Southside Place
Southside Place è un centro abitato degli Stati Uniti d'America situato nella contea di Harris dello Stato del Texas.
La popolazione era di 1.715 persone al censimento del 2010.

## Geografia fisica
Southside Place è situata a 29°42′35″N 95°26′08″W (29.709629, -95.435442). Secondo lo United States Census Bureau, ha un'area totale di 0,2 miglia quadrate (0.6 km²).
La città confina con le città di Bellaire, Houston, e West University Place.

## Società

### Evoluzione demografica
Secondo il censimento del 2000, c'erano 1.546 persone, 618 nuclei familiari e 370 famiglie residenti nella città. La densità di popolazione era di 6.270,9 persone per miglio quadrato (2.387,7/km²). C'erano 647 unità abitative a una densità media di 2,624.4/sq mi (999,2/km²). La composizione etnica della città era formata dal 91,72% di bianchi, l'1,03% di afroamericani, il 4,14% di asiatici, l'1,81% di altre razze, e l'1,29% di due o più etnie. Ispanici o latinos di qualunque razza erano il 6,47% della popolazione.
C'erano 618 nuclei familiari di cui il 40,9% aveva figli di età inferiore ai 18 anni, il 53,2% aveva coppie sposate conviventi, il 5,5% aveva un capofamiglia femmina senza marito, e il 40,1% erano non-famiglie. Il 38,5% di tutti i nuclei familiari erano individuali e il 18,3% aveva componenti con un'età di 65 anni o più che vivevano da soli. Il numero di componenti medio di un nucleo familiare era di 2,50 e quello di una famiglia era di 3,44.
La popolazione era composta dal 33,2% di persone sotto i 18 anni, il 3,2% di persone dai 18 ai 24 anni, il 26,1% di persone dai 25 ai 44 anni, il 26,3% di persone dai 45 ai 64 anni, e l'11,2% di persone di 65 anni o più. L'età media era di 39 anni. Per ogni 100 femmine c'erano 91,3 maschi. Per ogni 100 femmine dai 18 anni in giù, c'erano 82,7 maschi.
Il reddito medio di un nucleo familiare era di 81.267 dollari e quello di una famiglia era di 163.303 dollari. I maschi avevano un reddito medio di 100.000 dollari contro i 48.654 dollari delle femmine. Il reddito pro capite era di 57.021 dollari. Circa il 3,3% delle famiglie e il 5,3% della popolazione erano sotto la soglia di povertà, incluso il 2,7% di persone sotto i 18 anni e il 12,7% di persone di 65 anni o più.